# Ewose
Ewose è un'isola dell'Oceano Pacifico, appartenente alle Isole Shepherd nella provincia di Shefa, Vanuatu.
L'isola è situata 2,2 km a Sud-Est dell'isola di Tongoa, poco a nord di Falea. Misura 2,5 km di lunghezza e 500 m di larghezza ed è disabitata.
La massima elevazione è a circa 319 m s.l.m.